# Astronomická věž (Klementinum)
Astronomická věž je součástí barokního areálu Klementinum na Starém Městě v Praze. Do roku 1938 byla využívána jako hvězdárna, nyní slouží jako vyhlídková věž.

## Historie
Věž byla postavena v roce 1722 při rozšiřování Klementina. Zda byl autorem projektu František Maxmilián Kaňka nebo Kilián Ignác Dientzenhofer, nebylo dosud spolehlivě určeno. Úpravy prováděl Anselmo Lurago.
Původně se takto nejmenovala a byla používána především jako věž vyhlídková. Systematičtější astronomická pozorování začala v Klementinu poté, co zde mezi lety 1751–1752 jezuité zřídili astronomickou observatoř, v podstatě předchůdce astronomického ústavu. Jejím iniciátorem a prvním ředitelem byl matematik a fyzik Joseph Stepling. Věži Klementina se začalo říkat matematická (podle jiných zdrojů nebyl zpočátku pojem matematická věž názvem věže, ale nově zřízeného ústavu). Observatoř po zrušení jezuitského řádu spravovala univerzita, byla známa pod názvem Observatorium regium Pragense nebo Königliche Prager Sternwarte. Dlouho byla jedinou významnou hvězdárnou v českých zemích. Po vzniku Československa se stala Státní hvězdárnou. Poté, co v roce 1928 Josef Jan Frič věnoval svou hvězdárnu v Ondřejově státu, se většina pozorování přesunula tam, ale v Astronomické věži fungovala hvězdárna až do roku 1939. Po nějakou dobu byly na věži umístěny přístroje k provádění meteorologických pozorování, které byly později přeneseny na jiné místo klementinského areálu, kde se tato měření dosud provádějí. (Původní astronomické přístroje získala a využívala hvězdárna Německé univerzity v Telnici-Liboňově, založená v roce 1929.)

## Popis

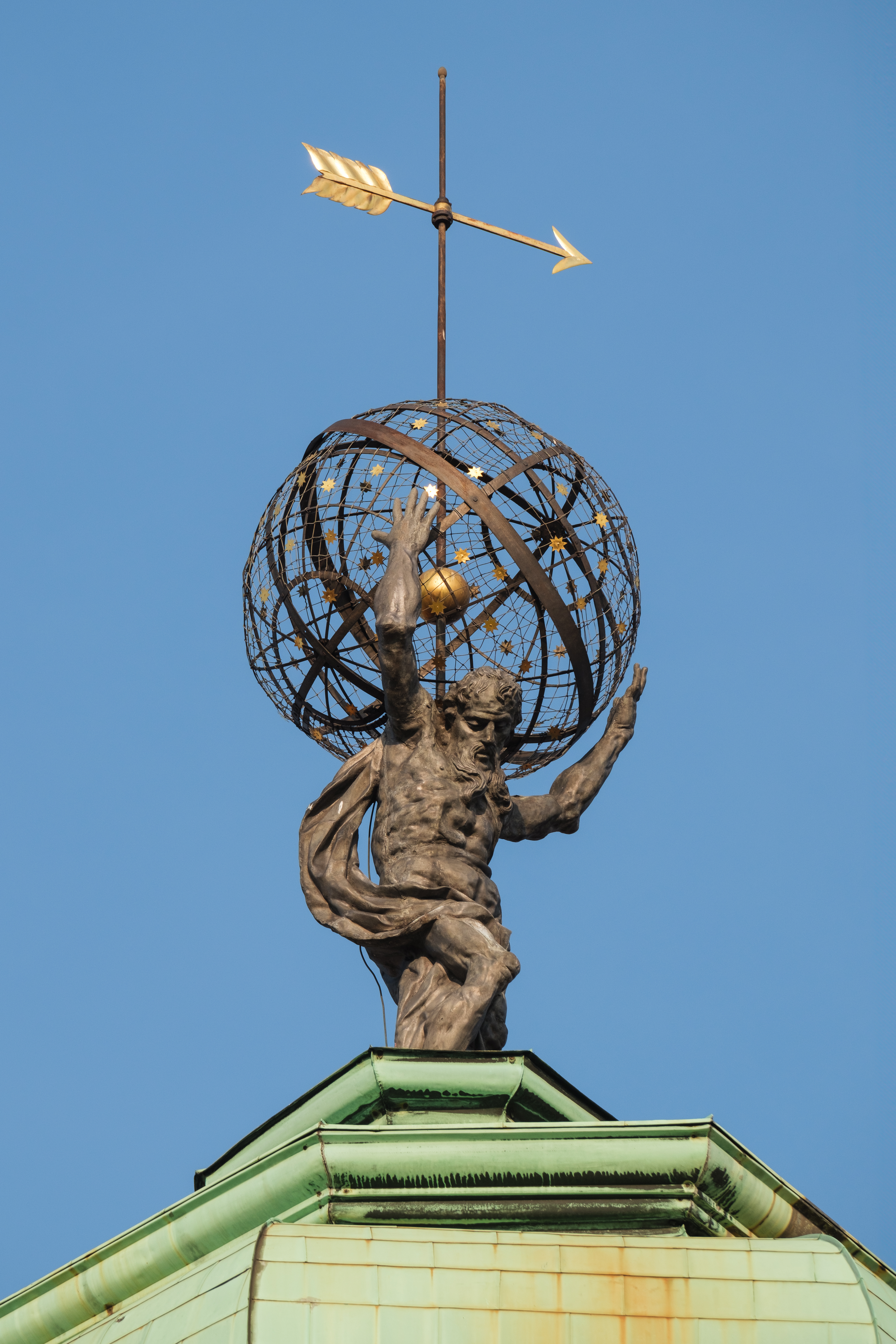
Olověná plastika Atlanta nesoucího nebeskou sféru.

Věž je vysoká 68 metrů, na přístupný ochoz ve výšce 52 m vede 172 schodů. Vrchol věže tvoří olověná socha Atlanta nesoucího nebeskou sféru, která pochází z dílny Matyáše Bernarda Brauna.
Na každé straně věže byly sluneční hodiny, dochovaly se však pouze jediné. Ve věži je tzv. Meridiánová síň, v níž jsou dva do zdi zabudované kvadranty, pravděpodobně zkonstruované Johannem Kleinem, správcem klementinského matematického muzea. Záznamy jejich měření se nedochovaly, a to patrně proto, že severní kvadrant nikdy nebyl dokončen, a tak nemohl sloužit k měření. Zde se také od roku 1842 až do počátku 20. století určovalo poledne, a to pomocí slunečního paprsku procházejícího úzkým otvorem a dopadajícího na napjatou strunu (princip camera obscura).
Ve věži je malá expozice historických astronomických, geofyzikálních a meteorologických přístrojů.

## Polední znamení

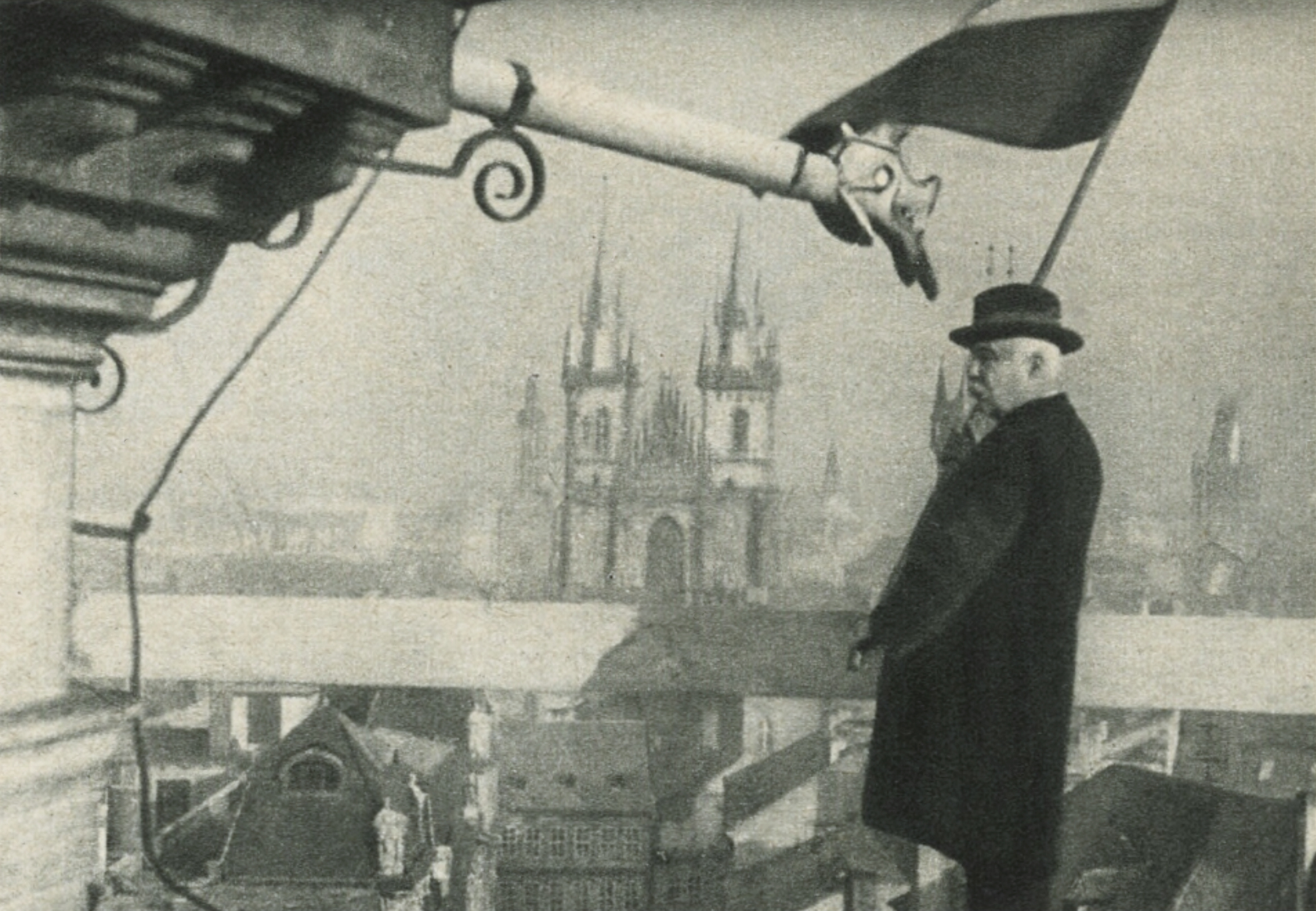
Poslední polední znamení odmávané z ochozu Astronomické věže 31. ledna 1928.

Z ochozu Astronomické věže bylo od 20. července 1842 dáváno z podnětu nejvyššího purkrabího Českého království hraběte Karla Chotka mávnutím praporu pravidelné polední znamení, podle něhož bylo možné v Praze seřizovat hodiny. Znamení se dávalo nejprve praporem v zemských barvách červené a bílé, za ředitele hvězdárny Weineka (ve funkci 1883–1913) se pak přešlo na prapor v barvách rakouských, tedy černožlutý, po vzniku republiky byl využíván opět prapor červenobílý. V letech 1891–1926 následoval po mávnutí praporem (za dobré viditelnosti) ještě akustický signál v podobě výstřelu z děla z bašty sv. Máří Magdalény na Pražském hradě. Později bylo dělo přemístěno na Opyš. Polední znamení z Klementina ukazovalo z počátku střední sluneční čas dle tzv. pražského poledníku, tedy místní pražský čas. Mezi lety 1876–1891 byl pražský čas zaveden jednotně pro celé České království. Od roku 1891 byl pro železnici a poštovní a telegrafní službu v Rakousko-Uhersku zaveden jednotný pásmový čas středoevropský (tzv. jindřichohradecký), který byl oproti místnímu pražskému času o 2 minuty a 20 sekund napřed, polední znamení z pražského Klementina však přešlo na středoevropský čas teprve 1. ledna 1912. Od února 1926 poskytovala Státní hvězdárna v Klementinu Radiožurnálu časový polední signál také radiotelegraficky, poslední polední znamení z Astronomické věže pak bylo praporem signalizováno o dva roky později – 31. ledna 1928. Definitivní konec radiotelegrafické časové služby z Klementina přinesla okupace Československa v roce 1939.
„Nad konglomerátem těžkopádných budov lepotvárná věž hvězdárenská, korunovaná obrovitým Atlasem. Po celý den tajemně uzavřeny jsou okenice její a jen o polednách otvírají se jedny ze čtyř dveří vedoucí na kamennou galerii nejhořejšího patra. Jimi vychází zřízenec hvězdárny a mávaje praporem dává znamení polední. V okamžiku, kdy sklopí prapor, vypálí dělostřelec na Mariánské baště výstřel polední. Polední výstřel dává se tedy přesně dle ‚středního času Pražského', ale ohlas výbuchu zaléhá v nestejný čas do různě vzdálených předměstí a tak je znamení praporem jediné nejspolehlivější udání časomíry…“ 
 Z Klementina. Český svět. 1905, roč. 1, čís. 12, s. 374.

Polední výstřel v roce 1906
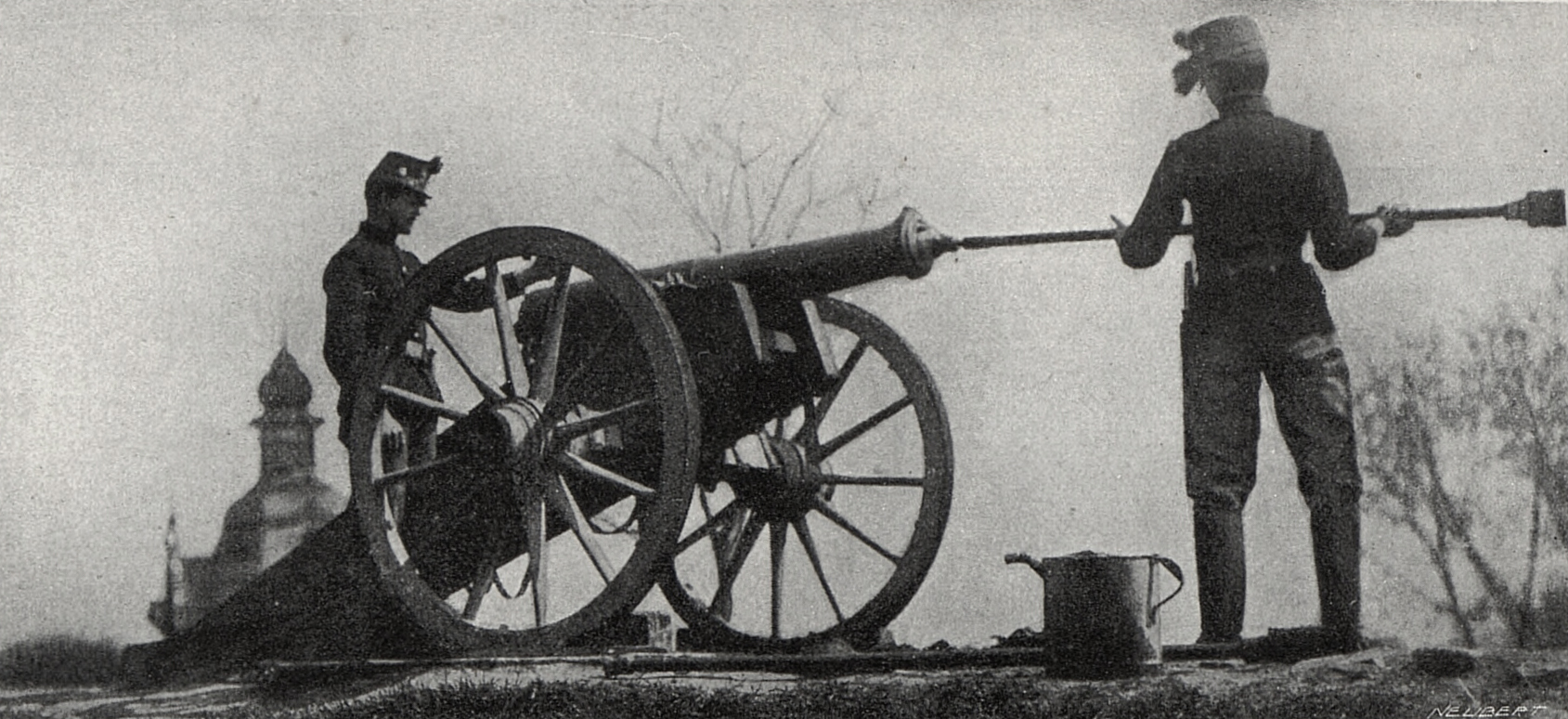
Nabíjení děla před poledním výstřelem
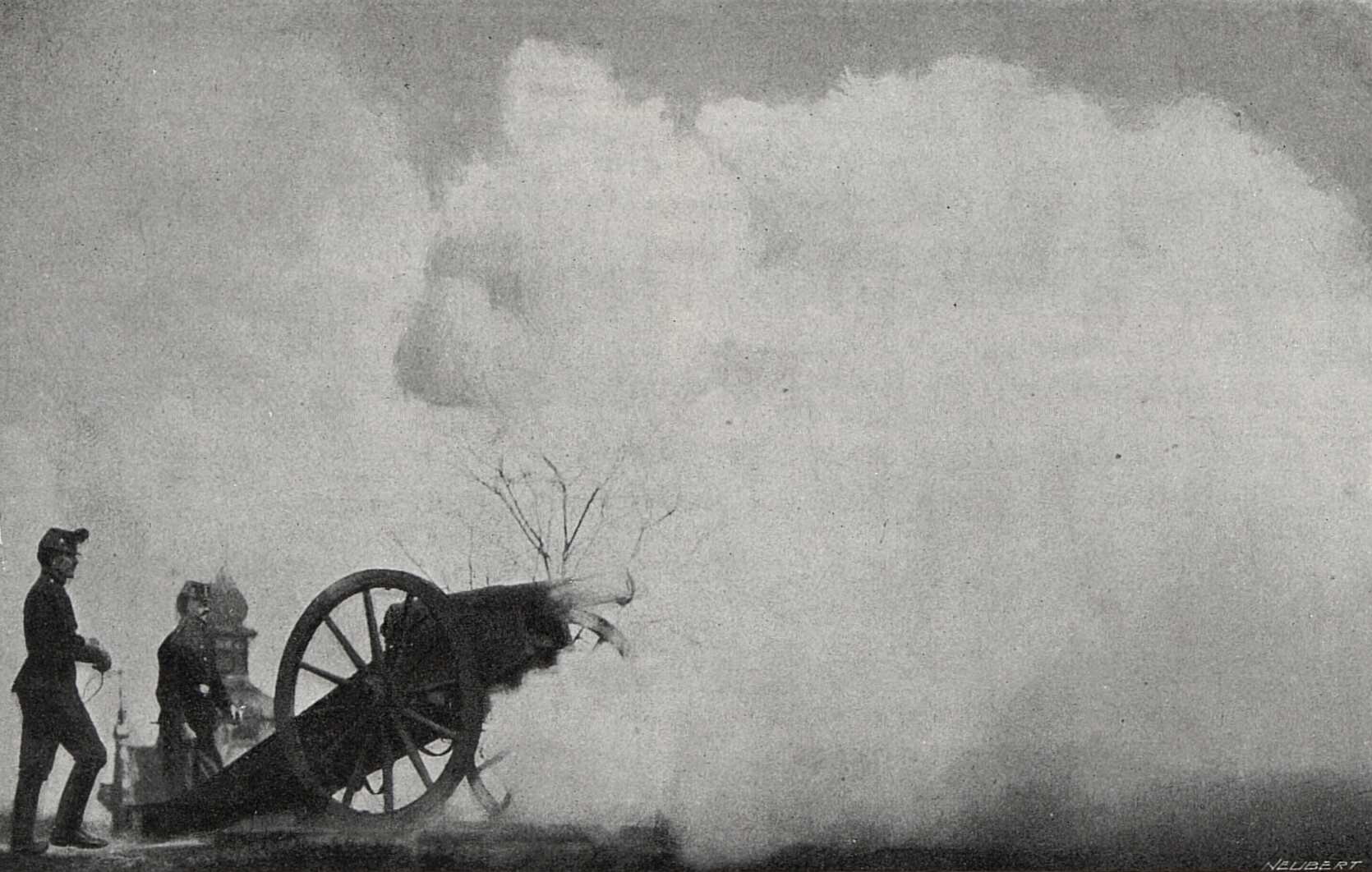
Polední výstřel
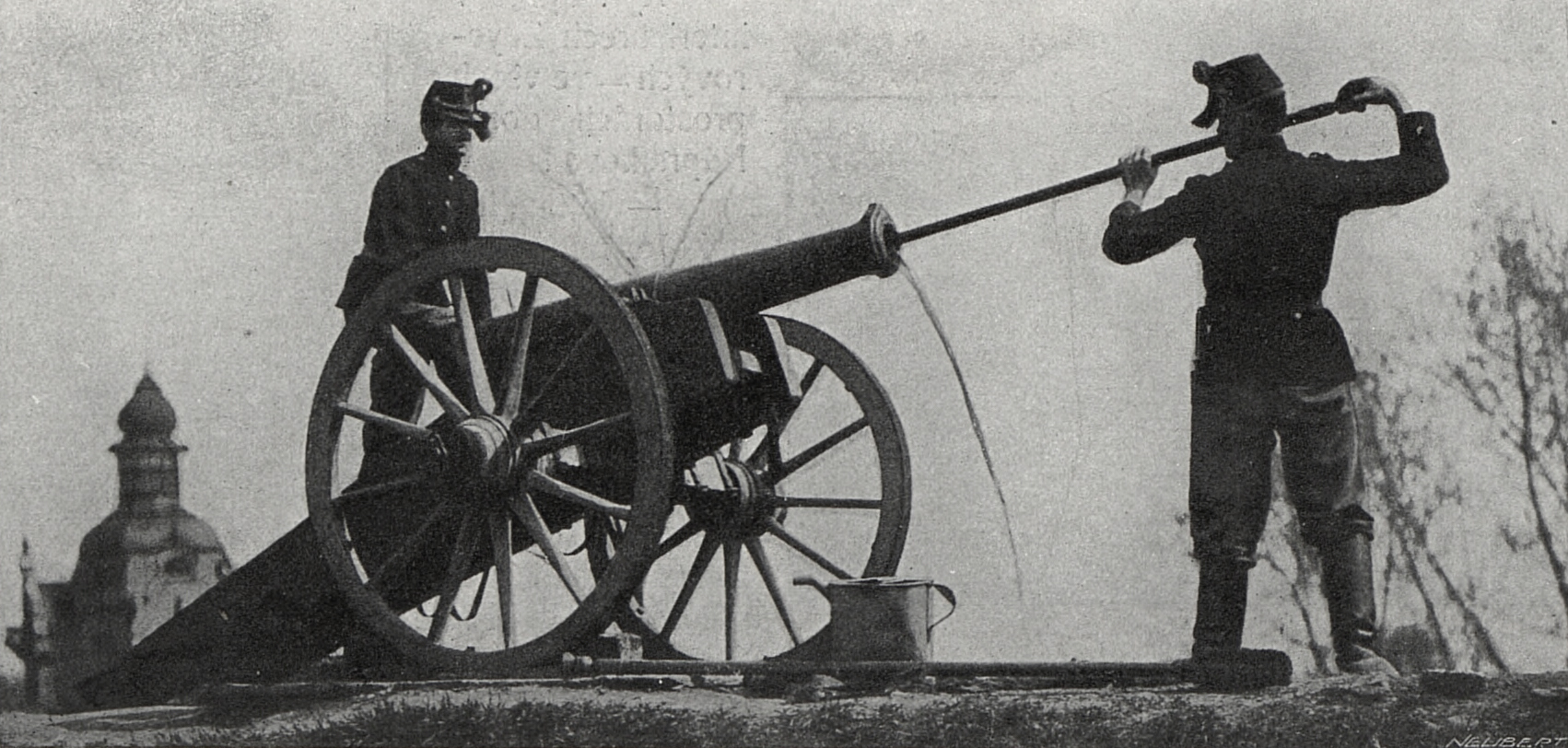
Čištění hlavně po výstřelu

## Zajímavosti
- Mezinárodní astronomická unie IAU uctila ředitele klementinské hvězdárny tím, že po každém z nich je pojmenována planetka.[15]
- Prapor, kterým se dávalo polední znamení, byl až do roku vzniku republiky v barvách zemských (červené a bílé) nebo rakouských (černé a žluté). Traduje se, že 29. října 1918 mával zřízenec bílým praporem, aby vyjádřil, že Klementinum nebylo dosud převzato československým státem. Poté byla používána československá vlajka.[1]